# دیدیه بووه

دیدیه بووه اسکی‌باز آلپاین فرانسوی - ۱۹۸۷

دیدیه بووه (فرانسوی: Didier Bouvet‎؛ زادهٔ ۶ مارس ۱۹۶۱) اسکی‌باز آلپاین اهل فرانسه است.